# William Augustus Croffut

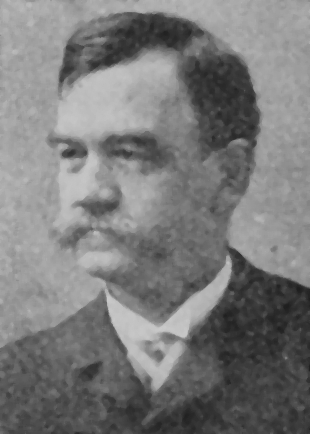
William Augustus Croffut

William Augustus Croffut (* 29. Januar 1836 in Redding, Connecticut; † 31. Juli 1915 in Washington, D.C.) war ein US-amerikanischer Journalist und Autor. In einem Artikel des New York Daily Graphic im April 1878 prägte Croffut für Thomas Alva Edison die Bezeichnung „Wizard of Menlo Park“ (Zauberer von Menlo Park).

## Leben und Wirken
Nach dem Besuch öffentlicher Schulen in Orange erwarb William Croffut am Union College seinen Abschluss als Ph.D. Ab Mitte der 1850er Jahre arbeitete er als Journalist für die Zeitung New Haven Palladium in Connecticut. Mit Beginn des Amerikanischen Bürgerkrieges war Croffut Private im First Minnesota Regiment und Feldberichterstatter für die New York Daily Tribune. Nach dem Bürgerkrieg war Croffut Berichterstatter für eine Reihe von Zeitungen, den Rochester Democrat (New York), die St. Paul Times (Minneapolis), die Minneapolis Tribune, die Chicago Post, den New York Daily Graphic und die New York World. Während der ersten Präsidentschaftzeit von Grover Cleveland fungierte Croffut als Herausgeber der Washington Post.
Von 1888 bis 1894 arbeitete Croffut als Verwaltungsbeamter für den United States Geological Survey. 1899 gründete er mit der Washington Anti-Imperialist League in Washington einen regionalen Zweig der American Anti-Imperialist League und wurde deren Sekretär. Später war er Präsident der Liberty League.
Neben seiner Arbeit als Journalist verfasste William Croffut Sachbücher, Romane und Gedichtsammlungen. Für sein Libretto Deseret schrieb Dudley Buck (1839–1909) die Musik. Die komische Oper wurde 1882 in New York aufgeführt.
William Croffut war zweimal verheiratet. Er verstarb nach einer langen Krankheit am 31. Juli 1915 in Washington, D.C.

## Schriften (Auswahl)
- The Military and Civil History of Connecticut during the War of 1861–1865. Comprising a detailed account of the various regiments and batteries… Ledyard Bill, New York 1868 – mit John Moses Morris.
- A helping hand for town and country: An American home book of practical and scientific information…. 1868.
- Bourbon Ballads. New York 1880.
- Deseret, or, A saint’s afflictions: an American opera in three acts. Haines Grand, Upright, and Square Pianos, New York 1880.
- A Midsummer Lark. Henry Holt & Co., New York 1883.
- The Vanderbilts and the Story of their Fortune. Griffith, Farran, Okeden & Welsh, London [1886].
- Suggestions for the preparation of manuscript and illustrations for publication by the U.S. Geological survey. [Gov't Print. Off., Washington 1892].
- The prophecy, and other poems. Lovell, New York [1894].
- Folks next door; the log book of a rambler. The Eastside publishing company, Washington, D.C. [1904].
- An American Procession, 1855–1914. A personal chronicle of famous men…. Little, Brown & Co., Boston 1931.

## Nachweise